# Hexatoma kamiyai
Hexatoma kamiyai är en tvåvingeart som först beskrevs av Alexander 1932.  Hexatoma kamiyai ingår i släktet Hexatoma och familjen småharkrankar. Inga underarter finns listade i Catalogue of Life.